# Papoušek běloskvrnný
Papoušek běloskvrnný (Mascarinus mascarinus) je vyhynulý druh papouška, který žil endemitně na ostrově Réunion (Maskarénské souostroví) v západní části Indického oceánu. Taxonomické zařazení tohoto druhu bylo předmětem debaty; historicky byl seskupen buď s papoušky tribu Psittaculini, nebo papoušky rodu Coracopsis. Na základě genetických studií se zdá být první možnost pravděpodobnější.
Papoušek běloskvrnný byl 35 cm dlouhý, měl velký červený zobák a dlouhá zaoblená ocasní pera. Končetiny byly červené a kolem očí a nosních dírek se rozprostírala peřím neporostlá červená kůže. Dalšími charakteristickými znaky byla černá obličejová maska a částečně bílá ocasní pera, ale ohledně zbarvení těla, křídel a hlavy u živého ptáka panují nejasnosti. Popisy založené na živých jedincích naznačují, že tělo a hlava byly popelavě šedé a bílá část ocasu zahrnovala dvě tmavá středová pera. Naproti tomu vycpané exempláře a staré popisy na nich založené naznačují, že tělo bylo hnědé a hlava namodralá. Tento nesoulad může být způsoben změnou barev vycpaných vzorků v důsledku stárnutí a vystavení světlu. O životě papoušků běloskvrnných je známo jen velmi málo informací.
Nejstarší písemný záznam o papouškovi běloskvrnném pochází z roku 1674. Někteří živí jedinci byli v následujících letech převezeni do Evropy pro chov v zajetí. Vědeckého popisu se pták dočkal v roce 1771. Do dneška se dochovaly pouze dva vycpané exempláře, jeden v Paříži a druhý ve Vídni. Datum a příčina vyhynutí papouška běloskvrnného zůstávají předmětem spekulací. Poslední záznam o druhu z roku 1834 je považován za pochybný, takže je pravděpodobné, že tento druh vyhynul před rokem 1800, možná i dříve.